# Exocentrus subplagiatus
Exocentrus subplagiatus är en skalbaggsart som beskrevs av Stefan von Breuning 1956. Exocentrus subplagiatus ingår i släktet Exocentrus och familjen långhorningar. Inga underarter finns listade i Catalogue of Life.